# Strijelac (zviježđe)
Strijelac (lat: Sagittarius) jedno je od zviježđa zodijaka, pozicionirano između Zmijonosca na zapadu i Jarca na istoku.